# 贾伊加奥恩
贾伊加奥恩（Jaygaon），是印度西孟加拉邦杰尔拜古里县的一个城镇。总人口38664（2001年）。

## 人口
该地2001年总人口38664人，其中男性20167人，女性18497人；0—6岁人口6338人，其中男3094人，女3244人；识字率51.57%，其中男性为59.30%，女性为43.14%。